# Archidiocèse de Lagos
 (mars 2019).
L’archidiocèse de Lagos est un archidiocèse de l'Église catholique au Nigeria. Son siège est la cathédrale de la Sainte-Croix de Lagos.

## Histoire
Le vicariat apostolique du Dahomey est érigé le 28 août 1860 à partir du vicariat des deux Guinées et de Sénégambie. Le 24 août 1870, il est renommé en vicariat de la côte du Dahomey. Il perd une partie de son territoire le 26 juin 1883 pour former la préfecture apostolique du Dahomey, puis de nouveau le 25 juillet 1889 pour créer celle du Bas-Niger. Le 12 janvier 1943, il est démembré par la création du vicariat d’Ondo-Ilorin, et renommé alors en vicariat de Lagos. Il est de nouveau amputé par l’érection de la préfecture d’Oyo le 3 mars 1949.
C’est le 18 avril 1950 que le vicariat de Lagos est élevé au rang d’archidiocèse métropolitain. Le 13 mars 1952, il perd une portion de territoire à l’avantage de la préfecture d’Ibadan. Enfin, les deux diocèses suffragants d’Ijebu Ode (29 mai 1969) et d’Abeokuta (24 octobre 1997) sont fondés par détachement de l’archidiocèse.

## Géographie
Le diocèse s’étend sur 3 345 km2 et comprend la majeure partie de l’État de Lagos. Il a pour suffragants les diocèses d’Abeokuta (en) et Ijebu-Ode (en).

## Enseignement
L’archidiocèse est à l’origine de la création de l’université Saint-Augustin (en).

## Sources
(en) « Metropolitan Archdiocese of Lagos », sur gcatholic.org